# أم السرب (المفرق)
أم السرب منطقة سكنية تقع في لواء البادية الشمالية الغربية، محافظة المفرق في الأردن. تنتمي المنطقة لقضاء البادية الشمالية الغربية الذي يضم 15 منطقة. يقدر عدد سكانها بـ 4130 نسمة  حسب إحصاء 2015.

## الوصلات الخارجية
- دائرة الاحصاءات العامة